# Арно (граф Бигорра)
Арно (фр. Arnaud) — возможно граф Бигорра, сын графа Бигорра Раймунда I Дата.

## Биография
Его имя установлено по патрониму его сына, Гарсии Арно. Хронология преемственности в графстве Бигорр во второй половине X века до сих пор историками точно не установлена. Предполагается, что у графа Бигорра Раймунда I Дата было два сына — Луи и Арно. В хартии, данной Луи Бигоррским в 960 году монастырю Сен-Савин-де-Лаведан, он назван преемником своего отца. Это подтверждается и другими документами, подписанными этим графом. Однако в датированной 983 годом хартии, данной Сен-Савину, в настоящее время достоверность которой подвергается историками серьёзному сомнению, графом Бигорра упоминается брат Луи (без имени). Поэтому некоторые историки предполагают, что графу Раймунду I наследовал Арно I, умерший около 985 года, преемником которого и стал Луи.
В некоторых поздних генеалогиях его называют Гарсия Арно I, а его сына — Гарсия Арно II.

## Брак и дети
Имя жены Арно неизвестно. Дети:
- Гарсия Арно (ум. 1025/1032), граф Бигорра с ок. 1000